# Nashinich
Nashinich är en ort i Mexiko.   Den ligger i kommunen Larráinzar och delstaten Chiapas, i den sydöstra delen av landet, 700 km öster om huvudstaden Mexico City. Nashinich ligger 1 791 meter över havet och antalet invånare är 385.
Terrängen runt Nashinich är kuperad söderut, men norrut är den bergig. Runt Nashinich är det ganska tätbefolkat, med 166 invånare per kvadratkilometer. Närmaste större samhälle är San Cristóbal de las Casas, 19,2 km söder om Nashinich. Omgivningarna runt Nashinich är en mosaik av jordbruksmark och naturlig växtlighet.